# Leopoldo Hoeschl
Leopoldo Francisco Hoeschl (Bielo, 17 de outubro de 1850 — 28 de dezembro de 1933) foi um político brasileiro.
Foi consul do império austro-hungaro em Blumenau, de 1904 a 1918.
Foi deputado à Assembleia Legislativa Provincial de Santa Catarina na 27ª legislatura (1888 — 1889).